# Les Saltimbanques (opéra-comique)
Pour les articles homonymes, voir Les Saltimbanques.

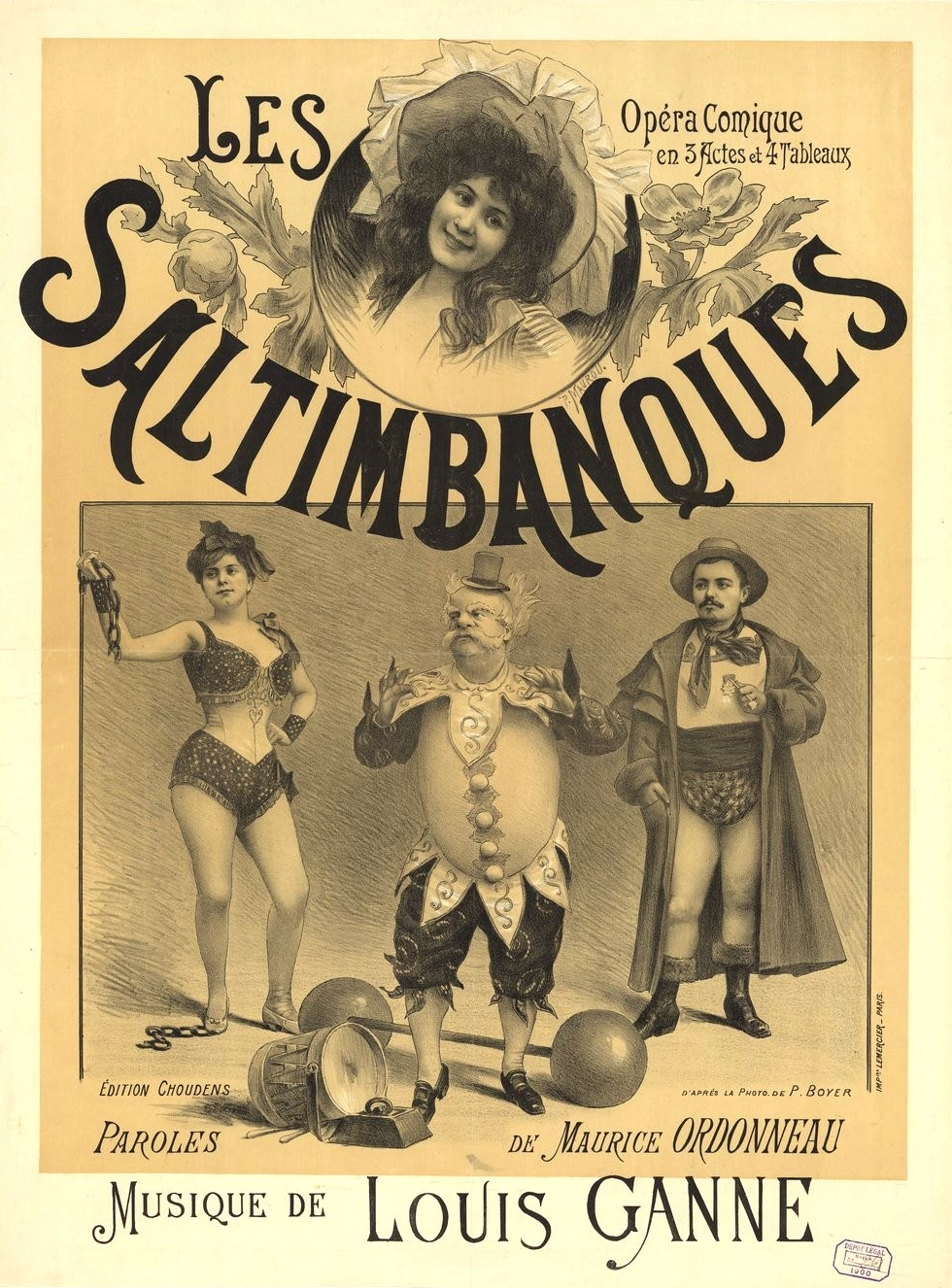
Affiche Les Saltimbanques, opéra-comique, 1900.

Les Saltimbanques est un opéra-comique en trois actes et quatre tableaux de Louis Ganne, sur un livret de Maurice Ordonneau, créé le 30 décembre 1899 au théâtre de la Gaîté à Paris dirigé alors par Louis Debruyère. C’est un triomphe et la centième représentation est très vite atteinte. On a comparé l’histoire de cette enfant trouvée recueillie par un groupe d’artistes d’un cirque ambulant à l’opéra Mignon d’Ambroise Thomas, un grand succès de l’Opéra-Comique. L'air le plus connu est la valse du final du premier acte « C’est l’amour  ». Picasso en fera un tableau pendant la période rose entre 1904 et 1906.

## Argument

### Acte I

#### 1ertableau: Les roulottes
Suzanne est une enfant trouvée qui a été recueillie et élevée par Malicorne, directeur de cirque ambulant. À 17 ans, elle fait désormais partie de la troupe du cirque Malicorne avec le clown Paillasse, l'hercule Grand-Pingouin, et la lutteuse Marion, qui a quitté sa vie de femme de chambre pour suivre son amant Grand-Pingouin. Suzanne, que tout le monde appelle Suzon, est courtisée par Paillasse et Grand-Pingouin qui en néglige même Marion. Suzanne, elle, ne se laisse séduire par aucun homme.
Lorsque deux officiers tentent d’embrasser Suzanne, leur lieutenant André s’interpose et s'excuse pour ses camarades. Il est à la fois sympathique et séduisant, et Suzanne n'est pas insensible à son charme : ils tombent amoureux l'un de l'autre.

#### 2etableau: La parade
Pendant la parade qui réunit tous les artistes du cirque, Malicorne frappe Suzanne de sa cravache. Paillasse et Grand-Pingouin interviennent, et après l'avoir molesté, ils fuient accompagnés de Suzanne et Marion.

### Acte II
Trois mois plus tard, les fugitifs ont formé une nouvelle troupe et s'appellent les Gigoletti. Ils arrivent en Normandie dans le village de Bécanville. Ils y rencontrent le Comte des Etiquettes et Madame Bernardin que tout le monde prend pour sa maîtresse. Ils y retrouvent également André, qui vient saluer le comte des Etiquettes, un ami de la famille, et Malicorne à la recherche des artistes pour leur réclamer de l'argent. André et Suzanne s'avouent leur amour. Le comte se prend d’amitié pour la troupe de saltimbanques, paye leurs dettes et recueille les fugitifs.

### Acte III
Suzanne chante une chanson qu'elle a retenue de son enfance, et qui est en fait une composition du Comte que personne d'autre ne connaît. Malicorne reconnait également que Mme Bernardin est en fait la personne qui lui a confié un bébé il y a presque 20 ans. Suzon retrouve donc ses parents, le Comte lui annonce qu'elle est l'héritière du domaine des Etiquettes qui deviendra donc "le chateau de la petite saltimbanque". Elle pourra épouser le lieutenant et elle fait promettre à la troupe de revenir chaque année pour assurer un spectacle dans le château. Paillasse, laissé seul, reprend sa route de saltimbanque.

## Rôles
| Rôle                                    | Tessiture | Créateur du rôle, 30 décembre 1899 (Direction: M. Perpignan) |
| --------------------------------------- | --------- | ------------------------------------------------------------ |
| Suzanne, enfant trouvée                 | soprane   | Jeanne Saulier                                               |
| Paillasse, clown                        | ténor     | Paul Fugère                                                  |
| Marion, lutteuse                        | soprane   | Lyse Berty                                                   |
| Grand-Pingouin, hercule                 | baryton   | Lucien Noël                                                  |
| Mme Bernardin                           | soprane   | Jane Evans                                                   |
| Mme Malicorne                           | soprane   | Melle de Mérengo                                             |
| André de Langeac, lieutenant            | baryton   | Étienne Perrin                                               |
| Malicorne, directeur du cirque          | baryton   | Vauthier                                                     |
| Pinsonnet                               |           | Paule Mary                                                   |
| Le Comte de Etiquettes                  |           | Bernard                                                      |
| Chœur, artistes du cirque, soldats, ... |           |                                                              |

## Numéros
- Ouverture

Acte I :
1er tableau : Les roulottes
- Chœur  « Auprès de la marmite  »
- Mélodie   « Pourquoi vous occuper de moi  »  (Suzanne)
- Chanson du Saltimbanque  « Il faut pour être saltimbanque  » (Grand-Pingouin)
- Trio  « Que me dites-vous là vraiment ?  » (Suzanne, Paillasse, Pingouin) et triolets  « C’est la première fois  » (Suzanne)
- Couplets  « Fais pas l’flambard  » (Marion)
- Duetto  « Mademoiselle, je vous prie  » (André, Suzanne)

2e tableau : La parade
- Chœur  « Que l’on accourt  »
- Villanelle  « La bergère Colinette  » (Suzanne)
- Finale :  « Des excuses !  » et  Valse  « C’est l’amour  » (tous)

Acte II : Les Gigoletti
- Entr’acte
- Chœur  « C’est jour de fête  »
- Petits chœurs « Pour ma Dulcinée »
- Quartetto  « Bohèmes, coureurs d’aventures  » (Suzanne, Marion, Paillasse, Grand-Pingouin)
- Couplets  « Souvent on me fait les doux yeux  » (Marion)
- Lamento bouffe  « D’ mandez-moi d’ n’avoir plus d’esprit  » (Paillasse)
- Chanson de route  « Dans ce coin de village  » (les soldats) et Chanson militaire  « Va gentil soldat  » (André, chœur)
- Duo  « Tendre fleur du riant printemps  » (Suzanne, André)
- Quatuor bouffe  « C’est nous les Gigoletti  » (Marion, Suzanne, Paillasse, Grand-Pingouin)
- Défilé du cirque et Ballet : Les Gipsys, Les Gitanes, Les Zingaras, Tchingénès
- Finale « Voleurs ! Vous en avez menti » (tous)

Acte III : Le chateau des étiquettes
- Entr’acte
- Chœur des invités  « Bonjour, Monsieur le Comte »
- Chanson des fleurs « Dans les champs tout couverts de blé  » (Suzanne)
- Couplets de Paillasse  « La nature a pour ses élus  » (Paillasse)
- Air  « Renonce à ton rêve orgueilleux  » (Marion)
- Ensemble « C’est l’heure de la comédie »
- Couplet final « Comme le soldat » (tous)